# Nogometni klub Celje
Nogometni klub Celje, krajše NK Celje je slovenski nogometni klub iz Celja. Ustanovljen leta 1919 in eden od dveh klubov, ki ni nikoli izpadel iz 1. SNL od njene ustanovitve. Klub je tudi večkratni finalist pokala NZS. Leta 2005 je klub na domačem štadionu Arena Petrol osvojil naslov pokalnega prvaka Slovenije. 22. julija 2020 so v finalni tekmi z NK Olimpija postali državni prvaki v sezoni 2019/2020.

## Zgodovina

### Začetki organiziranega nogometa na Celjskem
Zgodovina organiziranega igranja nogometa v Celju sega v začetek 20. stoletja. Pred prvo svetovno vojno je v mestu deloval nemški atletski klub SK Cillier SV, ustanovljen leta 1906. Klub, ki je imel prostore in igrišče na Skalni kleti, je močno prispeval k popularizaciji nogometa na Celjskem. Po razpadu Avstro-Ogrske je bil 28. decembra 1919 formalno ustanovljen I. SSK Celje (I. slovenski Športni klub Celje). Klub je uredil svoje igrišče na Glaziji ob Ljubljanski cesti. Prvo uradno tekmo so odigrali z ljubljansko Ilirijo. V letih do 2. svetovne vojne je klub igral v različnih ligaških tekmovanjih in v prvenstvu, igranem na območju Dravske banovine. Poleg 1. SSK so v Celju obstajali še Športni klub Mars, kasneje preimenovan v Športno društvo Olimp, Jugoslavija Celje, Redstar, Slavija in Svoboda.

### Povojna leta
Po koncu druge svetovne vojne, med katero so bili slovenski klubi razpuščeni, sta bila ustanovljena Fizkulturno društvo Celje in Športno društvo Olimp. Društvi sta se jeseni sta se društvi združili v Nogometni klub Kladivar. Združena ekipa je v republiški nogometni ligi zasedla tretje mesto. Največji uspeh pred osamosvojitvijo je klub dosegel v sezoni 1963–64, ko je osvojil tako republiško ligo, kot republiški pokal. Po dveh kvalifikacijskih tekmah proti Karlovcu si je zagotovil nastop v drugi zvezni jugoslovanski ligi - zahod. V zvezni ligi je klub igral dve sezoni, nato pa so sledila leta povprečnih rezultatov v republiški nogometni ligi. Leta 1967 se je klub združil z Železničarjem (Železničarski nogometni klub Celje, ustanovljen leta 1952). Združeni klub je igral v republiški ligi do sezone 1978–79, ko je izpadel v območno ligo. Nižjeligaška agonija je trajala vse do sezone 1990–91, ko se je klub (takrat s sponzorskim imenom NK Ingrad - Kladivar Celje) vrnil v republiško ligo.

### Vzpon po osamosvojitvi
Z osamosvojitvijo Slovenije je bila oblikovana nova prva slovenska nogometna liga, v kateri od vsega začetka igra tudi celjski klub. S prihodom Darka Klariča in zasebnega kapitala v klub leta 1992 je bil klub deležen številnih sprememb, med drugim tudi spremembe imena v NK Publikum. Že v drugi sezoni se je klub pod vodstvom Janeza Zavrla uvrstil v finale pokala, kjer pa je bila boljša ljubljanska Olimpija. Z uvrstitvijo v finale so si prvič zagotovili igranje v evropskih pokalih. V sezoni 1993–94 so igrali v predkrogu Pokala pokalnih zmagovalcev in izpadli proti danskemu Odenseju. V finale pokala so se ponovno uvrstili v sezoni 1994–95, tokrat pod vodstvom Boruta Jarca. Še drugič so izgubili, tokrat je bila boljša Mura. V sezoni 1997–98 so igrali v Pokalu Intertoto in zabeležili prvo zmago v evropskih pokalih. V gosteh so premagali Maccabi Haifa. Po nekaj letih stagnacije je klub doživel nov vzpon v sezoni 2002–03. Prvenstvo je končal na drugem mestu in se ponovno uvrstil v finale pokala. Prekletstvo neuspešnih nastopov v finalu pokala je bilo premagano v sezoni 2004–05, ko so na domači Areni Petrol premagali Gorico. Sezono kasneje se je klub ponovno uvrstil v finale pokala, kjer pa je po streljanju enajstmetrovk izgubil proti Kopru. Konec maja 2006 je klub po dolgih letih zapustil Darko Klarič. Na izredni skupščini februarja 2007 je bil klub preimenovan v Nogometni klub Celje, po organizacijskih in kardovskih spremembah pa je mesto predsednika prevzel Marjan Vengust. Po neuspešni sezoni 2007–08 je klub zapustil Pavel Pinni , mesto trenerja pa je prevzel Slaviša Stojanovič , dvakratni prvak z Domžalami. Sledilo je nekaj sezon, v katerih so Celjani bolj ali manj neuspešno naskakovali vrh lestvice. Pred začetkom sezone 2014/15 je vodenje kluba prevzel Simon Rožman. V zadnji četrtini sezone 2015/16 je vodenje kluba prevzel Robert Pevnik.

## Grb in klubske barve
Grb NK Celje vsebuje prepoznavne simbole iz zgodovine mesta; zvezde, kot simbol Celjskih grofov in Stari grad. Osnovna barva dresa je kombinacija celjskih barv: dres rumene barve in modre hlače, rezervna barva dresa je bele barve.

## Stadion
Osrednji objekt NK Celje je Stadion Z'dežele v športnem parku pod Golovcem. Na stadionu, ki je bil odprt septembra 2003 klub igra prvenstvene, pokalne in mednarodne tekme. Stadion s kapaciteto 13.059 sedežev je ob otvoritvi veljal za najsodobnejši slovenski stadion. Med letoma 2004 in 2008 je bil prizorišče domačih tekem slovenske nogometne reprezentance. Pred selitvijo pod Golovec je klub do konca osemdesetih igral na Glaziji, kasneje pa na stadionu Skalna klet. Ta je danes osrednji vadbeni center prvega moštva, treningom in tekmam mlajših selekcij pa je namenjeno igrišče z umetno travo na Olimpu.

## Člansko moštvo

### Ekipa za sezono 2024/25
| Št. | Država               | Položaj | Igralec           |
| --- | -------------------- | ------- | ----------------- |
| 3   | Slovenija            | DF      | Damjan Vuklišević |
| 4   | Romunija             | MF      | Marco Dulca       |
| 6   | Slovenija            | DF      | David Zec         |
| 7   | Slovenija            | FW      | Aljoša Matko      |
| 8   | Hrvaška              | MF      | Luka Bobičanec    |
| 10  | Slovenija            | MF      | Nino Kouter       |
| 16  | Bosna in Hercegovina | MF      | Mario Kvesić      |
| 17  | Jamajka              | FW      | Rolando Aarons    |
| 19  | Slovenija            | MF      | Mark Zabukovnik   |
| 21  | Slovenija            | DF      | Nejc Ajhmajer     |
| 22  | Slovenija            | GK      | Matjaž Rozman     |
| 23  | Slovenija            | DF      | Žan Karničnik     |
| 24  | Nizozemska           | FW      | Jahnoah Markelo   |
| 25  | Slovenija            | DF      | Matija Kavčič     |
| 28  | Hrvaška              | DF      | Slavko Bralić     |
| 30  | Brazilija            | FW      | Edmilson          |
| 31  | Slovenija            | MF      | Jošt Pišek        |
| 34  | Hrvaška              | FW      | Karlo Špeljak     |
| 43  | Slovenija            | DF      | Aljaž Krefl       |
| 47  | Litva                | FW      | Armandas Kučys    |
| 69  | Hrvaška              | GK      | Matko Obradović   |
| 70  | Bosna in Hercegovina | FW      | Luka Menalo       |
| 77  | Hrvaška              | FW      | Ivan Brnić        |
| 81  | Slovenija            | DF      | Klemen Nemanič    |
| 88  | Slovenija            | MF      | Tamar Svetlin     |
| 98  | Slovenija            | GK      | Lovro Štubljar    |
|     | Hrvaška              | FW      | Tin Matić         |
|     | Slovenija            | DF      | Samo Matjaž       |

Vir: NK Celje, transfermarkt.com

## Uspehi
- Prvak Slovenije: 2 (2019/2020, 2023/2024)
- Pokalni zmagovalec: 2 (2004/05, 2024/25)
  - Finalist: 1992/93, 1994/95, 2002/03, 2005/06, 2011/12, 2012/13, 2015/16

- Republiška liga:  1 (1963/64)

- Republiški pokal:  1 (1963/64)